# 伊利亚武 (葡萄牙堂区)
伊利亚武是葡萄牙阿威罗区的一个堂区。总面积41.68平方公里，总人口16760人，人口密度402.1人/平方公里。